# Wicca Envy (Čarovnice)
Wicca Envy  je deseta epizoda prve sezone serije Čarovnice. Naslov The Witch Is Back pomeni Vrnila se je čarovnica.

## Obnova epizode
Sestre so pod stalnim nadzorom Warlocka Rexa Bucklanda, ki poskuša spraviti Prue v zapor. Do svojega cilja poskuša priti tudi tako, da osvoji Phoebe. Na zmenku jo s pomočjo telepatije
prepriča, da je Prue v nevarnosti. Ta odkrije Prue poleg umorjenega varnostnika. Zaradi tega incidenta gre Prue v zapor. Phoebe in Piper pa se obrneta k Rexu po pomoč. Vendar tam ne najdeta ničesar drugega kot prazen prostor, zato se jim posveti, da je Rex Warlock. Da bi se ga znebili sta poiskali pomoč pri Prue, ki jo je Piper osvobodila. vse se je izkazalo za zlobni načrt Rexa, ki jih je posnel pri pobegu iz zapora. V zameno za sliko je želel njihove moči. Tega mu sestre zaradi varnosti niso mogle odreči. Svoje moči so prinesle k Rexu. Rex se je že skoraj polastil moči, ko je Leo uporabil svojo močzdravljenja, da je povrnil knjigi vsebino.

## Zanimivosti
- Urok, ki uniči moči Začaranih se uporabi še enkrat v delu Brain Drain.
- Leo prvič pokaže svoje nadnaravne moči.
- Leo zapusti hišo in se ponovno vrne v delu Secrets and Guys.
- Prvič je aretirana ena od Čarovnic.